# بطولة أوروبا للألعاب المائية 1987
بطولة أوروبا للألعاب المائية 1987 هو الموسم الـ 18 من بطولة أوروبا للألعاب المائية، عقد في الفترة 16–23 أغسطس من 1987، وجرت المنافسات في مدينة ستراسبورغ، فرنسا، ونظمت من قبل الاتحاد الأوروبي للسباحة.

## النتائج
| م        | الذهبية         | الفضية           | البرونزية       |
| -------- | --------------- | ---------------- | --------------- |
| الفائزين | ألمانيا الشرقية | الاتحاد السوفيتي | ألمانيا الغربية |